# Volta (Gana)
Volta é uma região de Gana. Sua capital é a cidade de Ho.

## Distritos
- Adaklu-Anyigbe
- Akatsi
- Ho Municipal
- Hohoe
- Jasikan
- Kadjebi
- Keta
- Ketu
- Kpando
- Krachi
- Krachi East
- Nkwanta
- North Tongu
- South Dayi
- South Tongu

## Demografia
| 1960    | 1970    | 1984      | 2000      | 2010      |
| 777.285 | 947.268 | 1.211.907 | 2.106.696 | 2.118.252 |